# Bermuda Hogges
Les Bermuda Hogges sont une équipe bermudienne de football (soccer) créée en 2006 qui évolue dans la Premier Development League (équivalent de la D4 nord-américaine). Elle est basée à Hamilton aux Bermudes.
L'équipe joue ses matches à domicile au Bermuda National Stadium. Les couleurs de l'équipe sont le rouge, le vert et le blanc. L'entraîneur est Kyle Lightbourne, un ancien dirigeant de la ligue de football anglaise et de l'équipe nationale des Bermudes.

## Historique
Les Hogges ont été annoncés comme équipe supplémentaire de la USL 2 en 2007. Elle est la propriété de la légende du football bermudien Shaun Goater et entraînée par l'ancien joueur professionnel Kyle Lightbourne. L'actionnaire principal est l'homme d'affaires local Paul Scope.
Créée pour améliorer le niveau de compétitivité de l'équipe nationale de football, l'équipe vise à permettre aux meilleurs joueurs de se confronter à d'autres équipes. Le nom « Hogges » a été suggéré par le propriétaire à la suite d'une remarque d'un fan : l'association du nom de cochon (Hog en anglais) aux Bermudes faisant référence à la dureté de l'animal.
L'effectif initial incluait un grand nombre d'internationaux des Bermudes, notamment Stephen Astwood, Damico Coddington, Darius Cox, Devaun DeGraff, Timothy Figureido, Damon Ming, John Barry Nusum, Michael Parsons, Jelani Scott et Kwame Steede, tous ces joueurs ayant représenté leur pays au cours de rencontres qualificatives pour les différentes coupes du monde ou la Gold Cup de la CONCACAF. La présence de ces joueurs faisait des Hogges l'équipe la plus expérimentée de la Seconde division des United Soccer Leagues.
En 2010, l'équipe décide volontairement d'être reléguée en Premier Development League.
Le 28 mai 2013, les Hogges annoncent qu'ils quittent la PDL.